# Астральное тело
Астральное тело — в оккультизме, эзотерике и парапсихологии тонкое тело, носитель чувств, эмоций, страсти и желаний, имеющее ауру. Утверждается, что физическое тело человека и остальные предполагаемые тела взаимодействуют благодаря оккультной силе. Астральное тело может покидать другие тела в ходе внетелесного опыта, который именуется астральной проекцией. В теософии Еленой Блаватской — одно из семи тел, которыми наделён каждый человек. Связывается с астральным планом. Свидетельства существования астрального тела могут быть мистификациями. Научные доказательства данного явления отсутствуют. Представления об астральном плане принадлежит к числу суеверий, связанных с современной магией.
Астральная проекция, астрал — в оккультизме и эзотерике состояние погружённости в себя, опыт, при котором сознание человека на некоторый период времени покидает своё физическое тело и путешествует в астральном плане.
Теософ Чарлз Ледбитер («Астральное тело») описывал астральное тело как тело плотного шельта. В отличие от боддхического тела, это тело отвечает за более низкие проявления чувств, включая привязанность, гнев или ненависть. Жизнь астрального тела человек воспринимает в качестве последовательности постоянно ощущаемых переживаний, обычно не имеющих ни чёткой положительной, ни отрицательной окраски. Поток переживаний похож на поток событий которые постоянно случаются и привлекают к себе большее или меньшее внимание, могут требовать от некоторой реакции, но не оценки в понятиях хорошее-плохое, приятное-неприятное. Двойственность внешнего и внутреннего мира является основанием для введения понятия каузального тела и астрального плана, где присутствуют разнообразные сущности, обычно описываемые или представляемые зооморфными. Эти сущности попадают в астральное тело, вызывая в нем реакции, переживаемые человеком как эмоции. Допускаются эмоции, имеющие связь с внутренней жизнью астрального тела — эмоциональной медитацией. Но и в этом случае происходит двусторонний обмен тела с астральным планом, он лишь менее очевиден для человека.
Согласно Максу Генделю и учению розенкрейцеров, астральное тело состоит из вещества желаний, из которых люди формируют чувства и эмоции. Оно видится духовным зрением как яйцеобразное облако, простирающееся от шестнадцати до двадцати дюймов за пределы физического тела. Оно имеет ряд кружащих вихрей (чакр). Тело желаний проявляет цвета, которые варьируются в каждом человеке в зависимости от его темперамента и настроения.
Термин широко используется при описании внетелесного опыта или астральной проекции, например, в книге Хиуорда Каррингтона и Сильвана Малдуна «Проекция астрального тела». Также термин в этом значении использовался Еленой Блаватской. Другие авторы называют такие опыты «эфирными», а к «астральным» переживаниям относят символические сны, архетипы, воспоминания, духовные сущности и видения.
Донован Роклифф, отмечал отсутствие научных доказательств существования астрального тела. Он писал, что «бред и галлюцинации, вызванные анозогнозия или истерией, несомненно, помогли увековечить миф об астральном теле».
Джеймс Рэнди писал, что идея астрального тела появилась, чтобы дать ответ на большинство вопросов, касающихся сновидений, жизни после смерти или галлюцинаций, и при этом не предоставлять каких-либо доказательств и свидетельств в пользу этого объяснения; как результат, при этом подходе отрицается необходимость рассуждений или изучения вопроса.